# Стела (Асколи Пичено)
Стела (итал. Stella) насеље је у Италији у округу Асколи Пичено, региону Марке.
Према процени из 2011. у насељу је живело 2963 становника. Насеље се налази на надморској висини од 34 м.